# Henryk (VI) Berengar
Henryk (VI) Berengar (ur. 1137, zm. w kwietniu lub maju 1150) – król niemiecki w latach 1147–1150.
Henryk Berengar był najstarszym synem króla niemieckiego Konrada III i Gertrudy von Sulzbach. Jego matka była córką hrabiego Berengara I. Drugie imię Henryka Berengara nawiązywało do jego dziadka.
W marcu 1147 r. został wybrany na króla i 30 marca tego roku koronowany w Akwizgranie. Był przewidywany na następcę ojca, ale zmarł dwa lata przed Konradem III. Został pochowany w klasztorze w Lorch.